# Произведение искусства в эпоху его технической воспроизводимости
«Произведе́ние иску́сства в эпо́ху его́ техни́ческой воспроизводи́мости» (нем. Das Kunstwerk im Zeitalter seiner technischen Reproduzierbarkeit) — эссе Вальтера Беньямина, написанное в 1936 году.
Первоначально было написано для узкого круга учёных, исследующих положение произведений искусства в контексте средств массовой информации, и сначала опубликовано на французском языке в 1936 году в переводе Пьера Клоссовски. После публикации на английском языке (1960) оказало значительное влияние на современную эстетику, теории медиа и остается одним из основополагающих текстов по теории кино.

## Содержание работы
В своей работе Беньямин анализирует трансформацию произведений искусства как физических объектов в контексте развития технологий создания культурных явлений. По его мнению произведения искусства стали лишаться своей особой ауры. Место культурной и ритуальной функции в произведениях искусства заняли политическая, практическая и экспозиционная функции. Современное искусство развлекает, в то время как более раннее искусство требовало от зрителя концентрации и погружения.
Даже в самой совершенной репродукции отсутствует «здесь и сейчас» оригинала. В качестве примера можно привести театр. Раньше для того, чтобы увидеть представление, зрителю было необходимо прийти в театр, погрузиться в окружающий его антураж. Репродукция же позволяет воспринимать произведение искусства за рамками доступной оригиналу ситуации. Тот же самый спектакль теперь доступен не только в театре, но и в кино. Это в свою очередь позволяет сделать шаг навстречу публике. Беньямин писал: «Художественное мастерство сценического актёрa доносит до публики сам актёр собственной персоной; в то же время художественное мастерство киноактера доносит до публики соответствующая аппаратура».
Действия актёров проходят через ряд «фильтров». Сначала это кинокамера, которая позволяет запечатлеть лишь удачные дубли. Та же кинокамера позволяет выбирать более удачные ракурсы, выставляя актёра в выгодном свете. Далее за монтажным столом материал, который посчитают удачным, смонтируют в готовый фильм. Таким образом, в отличие от актёра на сцене, у актёра кино есть право на ошибки, поскольку неудачные дубли можно переснять. Это позволяет создать идеальное произведение (чистовой вариант). Но в то же время киноактер не контактирует с публикой и не имеет возможности скорректировать свою игру в зависимости от реакции публики. Подлинность произведения искусства — это совокупность всего, что вещь способна нести в себе с момента создания: от своего материального возраста до исторической ценности.
В восприятии произведения искусства возможны различные аспекты, среди которых выделяются два полюса:
1) акцент на произведение искусства;
2) акцент на экспозиционную ценность.
По мнению Беньямина, чем сильнее утрата ценности какого-либо искусства, тем менее его критикуют зрители и критики. И наоборот, чем более ново искусство, тем с большим отвращением оно подвергается критике.
Беньямин считал, что фашизм пытается организовать пролетаризированные массы, не затрагивая имущественные отношения, стремясь при этом дать возможность самовыражения, что приводит к эстетизации политической жизни. Пика эстетизации политика достигает в войне. Именно она даёт возможность направлять к единой цели массовые движения и мобилизовать все ресурсы техники при сохранении имущественных отношений. По мнению Вальтера Беньямина коммунизм политизирует искусство, тем самым отвечая на фашистскую эстетизацию.

## Влияние
Эссе первоначально оказало влияние, прежде всего, на аналитические исследования в области эстетики и политики философов Франкфуртской школы — таких, как Теодор Адорно, Макс Хоркхаймер, Герберт Маркузе.
Джон Бёрджер использовал идеи эссе для своей передачи в четырёх частях «Ways of Seeing», транслировавшейся Би-би-си в 1972 году, и последующей одноимённой книги. Согласно выводу Бёрджера, сделанному им в более явной форме, чем у Беньямина, современные средства производства разрушили авторитет искусства: «впервые в истории художественные образы становятся эфемерными, повсеместными, иллюзорными, доступными, бесполезными, бесплатными».

## Критика
По мнению Б. Латура и А. Энньона, произведение Беньямина прочно вошло в историографию культуры XX в., но своей «популярностью эссе обязано в основном ошибкам и путанице, представленным в нем, – а также самодовольному тону, с которым в этом тексте обличалась модерность» .